# Stazione di Grottarossa
La stazione di Grottarossa è una fermata ferroviaria posta sulla linea Roma–Civitacastellana–Viterbo. La stazione si trova nel tratto urbano di Roma, nella zona di Grottarossa. Accanto alla stazione sorge uno dei depuratori del Tevere e una rimessa di autobus dell'ATAC. Si tratta di una fermata a richiesta.
Dal 1º luglio 2022 è gestita da ASTRAL.

## Storia
L'originaria stazione di Grottarossa venne attivata il 28 ottobre 1932 come parte della tratta da Roma a Civita Castellana.

## Movimento
La stazione è servita dai collegamenti ferroviari svolti da Cotral nell'ambito del contratto di servizio con la regione Lazio.

## Interscambi
- Fermata autobus ATAC